# Плотниковское сельское поселение (Томская область)
Плотниковское се́льское поселе́ние — муниципальное образование в Бакчарском районе Томской области Российской Федерации.
Административный центр — посёлок Плотниково.

## История
Статус и границы сельского поселения установлены Законом Томской области от 9 сентября 2004 года № 194-ОЗ «О наделении статусом муниципального района, сельского поселения и установлении границ муниципальных образований на территории Бакчарского района».

## Население
| 2002 | 2010 | 2012 | 2013 | 2014 | 2015 | 2016 |
| ---- | ---- | ---- | ---- | ---- | ---- | ---- |
| 853  | ↘714 | ↘700 | ↘687 | ↘670 | ↘665 | ↘663 |
| 2017 | 2018 | 2019 | 2020 | 2021 |      |      |
| ↘662 | ↘650 | ↘639 | ↗667 | ↗686 |      |      |

## Состав сельского поселения
| № | Населённый пункт | Тип населённого пункта          | Население |
| - | ---------------- | ------------------------------- | --------- |
| 1 | Бородинск        | село                            | ↘21       |
| 2 | Плотниково       | посёлок, административный центр | ↗665      |

## Местное самоуправление
Глава поселения — Иван Семёнович Грибов.